# Кастелл, Дональд
До́нальд Касте́лл (англ. Donald O. Castell, 1935—2021) — американский гастроэнтеролог, профессор медицины Медицинского университета Южной Каролины (англ. Medical University of South Carolina), г. Чарлстон.
Окончил Школу медицины и здоровья (англ. School of Medicine and Health Sciences) Университета Джорджа Вашингтона (г. Вашингтон). Имеет степени B.S. и M.D. Университета Джорджа Вашингтона. С 1959 по 1979 год служил в Военно-морских силах США в качестве военного врача. Имеет звание капитана (англ. capitan).
Дональд Кастелл был президентом Американской гастроэнтерологической ассоциации в 1998—1999 годах.
C октября 2001 года и по настоящее время Кастелл является директором программы болезней пищевода Отделения гастроэнтерологии и гепатологии Центра болезней органов пищеварения Медицинского университета Южной Каролины.
Награждён высшей наградой Американской гастроэнтерологической ассоциации — медалью Юлиуса Фрайденвальда (2010).

## Научные интересы
Основные научные интересы Дональда Кастелла — заболевания пищевода и расстройства акта глотания. Кастелл активно развивает такие новые направления диагностики заболеваний пищевода, как рН-импедансометрия пищевода, манометрия верхнего пищеводного сфинктера, исследования некислого гастроэзофагеального рефлюкса и другие.

## Награда Юлии и Дональда Кастелла
Фонд здорового пищеварения и питания Американской гастроэнтерологической ассоциации ежегодно присуждает Награду Юлии и Дональда Кастелла за клинические исследования заболеваний пищевода. Денежная составляющая награды — 35 000 долларов США.